# 小野さゆり
小野 さゆり（おの さゆり、1985年3月1日 - ）は、日本のアイドル、漫画家、元レースクイーン。2012年に事務所を辞め、現在はフリーで活動をしている。

## 人物
- 漫画家を目指すレースクイーンとして、3年間レースやイベントで活動した後、レースクイーン活動と平行して2009年に血液型のエロ漫画で漫画家デビューした。彼氏の猫の「アルさん♂」と二人暮らしをしている。
- アニメやコスプレが好き。居合い道英信流の有段者でもあり、父親は英信流の坂東支部長である。
- 仕事の事を“歯車”という表現で取り組みをブログに書いている[1]（張り切る際には歯車全回転！ともいう。歯車ウォウウォウ！！と歌う事も）。
- なお、彼女のブログによると“歯車”とは「世界や会社は一人一人が力となって動かす事を指す。」とのこと。[1]

## 特記事項

### 漫画家になったレースクイーン
- レースクイーンは数多くいるが、現役のレースクイーン活動をしつつ、漫画家としても活動している例は稀有。

### ブログ
- 本人は、上記のような社会現象を具現化している／いないといったこととは関係なしに、日々割りとマイペースに送っており、その模様は、彼女のオフィシャルブログ（小野さゆりオフィシャルブログ「猫でゴメン！」）に詳しい。
- なお、このブログは、レースクイーンの中でもかなり頻繁に更新される（過去には中川翔子のブログ更新頻度を目指して、「1日100回更新」等にも取り組んでいた）。
- ブログの内容は多岐にわたるが、読者のコメントに答える形で散見される『小野人生相談所』は、非常にツボを得ており[2]、『レースクイーンでありながら、漫画家である』という彼女の能力の多様性の一片を垣間見ることができる[3]。
- 彼氏と2人で写っているようなプリクラ風の写真を掲載した際には、「彼氏かな？」とのコメントが寄せられたが[4]、女友達（みや[5]）であった。
- ブログ上では、「ono1ポイント」[6]が、時折発券される（撒き散らかされる）が、その発券のタイミングは気まぐれ[7]である[8]。

### 小野組
- おの ぐみ【小野組】（固有名詞）：小野さゆりオフィシャルブログ「猫でゴメン！」に一度でも米[9]をしてしまった人間や、読者、一度でもイベントに参加してしまった人間が強制的に所属される組合[10][8]。
  - 入会金、年会費：無料（退会するには上納金[11]をおさめなくてはならない。）
  - 構成員：500名以上（2010年現在）
  - 支部：74都道府県[12]に点在（東京には3支部がある）。各支部は支部長以下で構成されている。
  - 上層部：米[13]や年貢[14]により上層部[15]へランクアップ可能。
  - その他：株式上場を目指している。

## 出演

### レースクイーン
- 2005年 チームマイナス6%レースクイーン
- 2006年 GT300洗剤革命レースクイーン
- 2007年 GT300トータルベネフィットジムセンターレースクイーン
- 2007年 S耐RSオガワレースクイーン
- 2007年 S耐バーディクラブトータルガール
- 2008年 GT300アークテックレースクイーン
- 2009年 GT300ジムゲイナーレースクイーン
- 2012年 D1GPイメージガール D-sign

### 漫画家
- イラスト連載（フリーペーパーサンスポP-1グランプリ）
- 恋する血液型コミック化『エロきゅん♀×♂A型アオイの場合』（コミックi、コミックシーモア、マンガ堂）
- 業界裏話漫画（デザイア）
- リーチエンジェルコスチュームデザイン
- ogsコスチュームデザイン
- D1Gpイメージキャラクター『轟リンネ』キャラクター＆衣装デザイン
- D-signコスチュームデザイン
- 日テレッス!!ジャイアンツTV
- クリッカー『おのまん！』連載

#### 受賞など
- 別冊フレンド　ルーキー賞
- 別冊フレンド　期待賞
- 別冊フレンド　2006優秀作品集ノミネート＆表紙

### フットサル
- 芸能人女子フットサル「ZENT sweeties」（〜2010年4月3日まで）
  - ポジション ビヴォ・アラ
  - 背番号 4

### モデル
- 2007年 東京モーターショー 東洋タイヤ
- 2008年 東京オートサロン ハセプロ
- 2008年 東京ゲームショウ コナミ
- 2008年 アミューズメントマシーンショー コナミ
- 2009年 アミューズメントマシーンショー 加賀アミューズメント
- 2009年 東京オートサロン ハセプロ
- 2010年 アミューズメントマシーンショー 加賀アミューズメント
- 2010年 東京ゲームショウ レベル5
- 2011年 東京オートサロン ogs
- 2011年 オートトレンド ogs
- 2012年 東京オートサロン ogs
- 2012年 大阪オートメッセ メインステージトークショー 織戸学×ピエール北川×小野さゆり
- 2013年 東京オートサロン D1GP

### テレビ番組
- 水着DE討論準レギュラー
- ステッカムTV『ヲタch』準レギュラーMC
- しりあい迎賓館（東海テレビ）
- 狩野英孝★熱血アイドルアカデミー アキパラ嬢（静岡第一テレビ）レギュラー
- 銀玉王準レギュラー
- シアワセ結婚相談所（日本テレビ）
- ダイヤモンドグローブ（フジテレビ）

### テレビドラマ
- 武蔵忍法伝 忍者烈風（TOKYO MX） - 舞風雪 役

### その他
- Fリーグバルドラール浦安マスコットフェリス
- 2010年 SammyPRユニット「初パチガールズ」
- 2010年「車選び.com」キャンペーンガール
- 2009年秋葉原にて個展を開く
- 2011年フジテレビダイヤモンドグローブ年間ラウンドガール
- 2012年イメージガール「D-Sign」（D1イメージキャラクター「轟リンネ」のデザインも担当）

### DVD
- 1st DVD「ONO☆ONE」
- 2nd DVD「週刊少年オノチャンピオン」